# Bruno Brazil
Bruno Brazil ist eine 1967 erstmals erschienene frankobelgische Comicserie.

## Handlung
Der weißhaarige Bruno Brazil ist Agent und agiert zuerst alleine. Mit dem Kommando Kaiman stellt er eine Spezialeinheit auf die Beine, die im Auftrag von Colonel L schwierige Geheimaktionen in heiklen Gegenden der Welt ausführt. Weitere Mitglieder sind sein jüngerer Bruder Billy Brazil, Gaucho Morales, Texas Bronco, Big Boy Lafayette, Whip Rafale und später Tony Nomade. Mehrfach ist die schöne und gefährliche Rebelle Hauptgegnerin des Kommandos. Im Verlauf der Handlung heiratet Bruno Brazil und man erfährt Näheres über die Jugend von Gaucho Morales. Mehrere Mitglieder des Einsatzkommandos werden verletzt oder verlieren ihr Leben.

## Hintergrund
Greg schrieb die Agentenserie unter dem Pseudonym Louis Albert. Der Zeichner war William Vance. Die Episode mit dem Titel La chaîne rouge blieb unvollendet. Die Serie erschien zwischen 1967 und 1977 in der belgischen und französischen Ausgabe von Tintin. Die letzten drei Kurzgeschichten kamen in Super Tintin zum Abdruck. Le Lombard und Dargaud gaben die Alben heraus. Im deutschen Sprachraum erschien die Serie erstmals 1969 in MV Comix. Im alten Zack begann die Veröffentlichung 1972. Eine weitere Geschichte brachte Koralle in Zack Comic Box heraus. Bastei, Carlsen und Stripspiegel veröffentlichten die Alben. In einem Zack-Sonderheft erschien die abgebrochene Episode.
Die deutschsprachige Gesamtausgabe erschien 2013/2014 in drei Bänden bei Egmont. Eine Neuauflage und „die neuen Abenteuer“ erscheinen seit 2019 beim All Verlag.

## Alben-Veröffentlichungen
| Nr.                                                                                 | Originaltitel                                | deutscher Titel                                                                                 |
| ----------------------------------------------------------------------------------- | -------------------------------------------- | ----------------------------------------------------------------------------------------------- |
| 1                                                                                   | Le Requin qui mourut deux fois (44 S., 1968) | Der Hai, der zweimal starb                                                                      |
| 2                                                                                   | Commando Caïman (44 S., 1969)                | Kommando Kaiman                                                                                 |
| 3                                                                                   | Les Yeux sans visage (44 S., 1969/70)        | Der eiskalte Engel (Bastei 1983) / Die teuflischen Augen / Augen ohne Gesicht (All Verlag 2019) |
| 4                                                                                   | La Cité pétrifiée (44 S., 1971)              | Die versteinerte Stadt / Die erstarrte Stadt (All Verlag 2019)                                  |
| 5                                                                                   | La Nuit des chacals (44 S., 1971/72)         | Die Nacht der Schakale                                                                          |
| 6                                                                                   | Sarabande à Sacramento (44 S., 1972/73)      | Höllentanz in Sacramento                                                                        |
| 7                                                                                   | Des Caïmans dans la rizière (1973)           | Akashitos Vermächtnis / Kaimane im Reisfeld (All Verlag 2020)                                   |
| 8                                                                                   | Orage aux Aléoutiennes (1975)                | Bewährung für das Kommando Kaiman / Sturm über den Aleuten (All Verlag 2020)                    |
| 9                                                                                   | Quitte ou double pour Alak 6 (1976)          | Die Myxin-Formel / Alles oder nichts für Alak 6 (All Verlag 2021)                               |
| 10                                                                                  | Dossier Bruno Brazil (1977)                  | Dossier Brazil / Dossier Bruno Brazil (All Verlag 2022)                                         |
| 11                                                                                  | La Fin…!?? (1995)                            | Sonderband (All Verlag 2022)                                                                    |
| Die neuen Abenteuer Szenario: Laurent-Frédéric Bollée, Zeichnungen: Philippe Aymond |                                              |                                                                                                 |
| 1                                                                                   | Black Program (2019)                         | Black Program (All Verlag 2020)                                                                 |
| 2                                                                                   | Black Program 2 (2020)                       | Black Program 2 (All Verlag 2021)                                                               |
| 3                                                                                   | Terreur boréale à Eskimo Point (2022)        | Eisiger Terror am Eskimo Point (All Verlag 2023)                                                |